# Davanzale

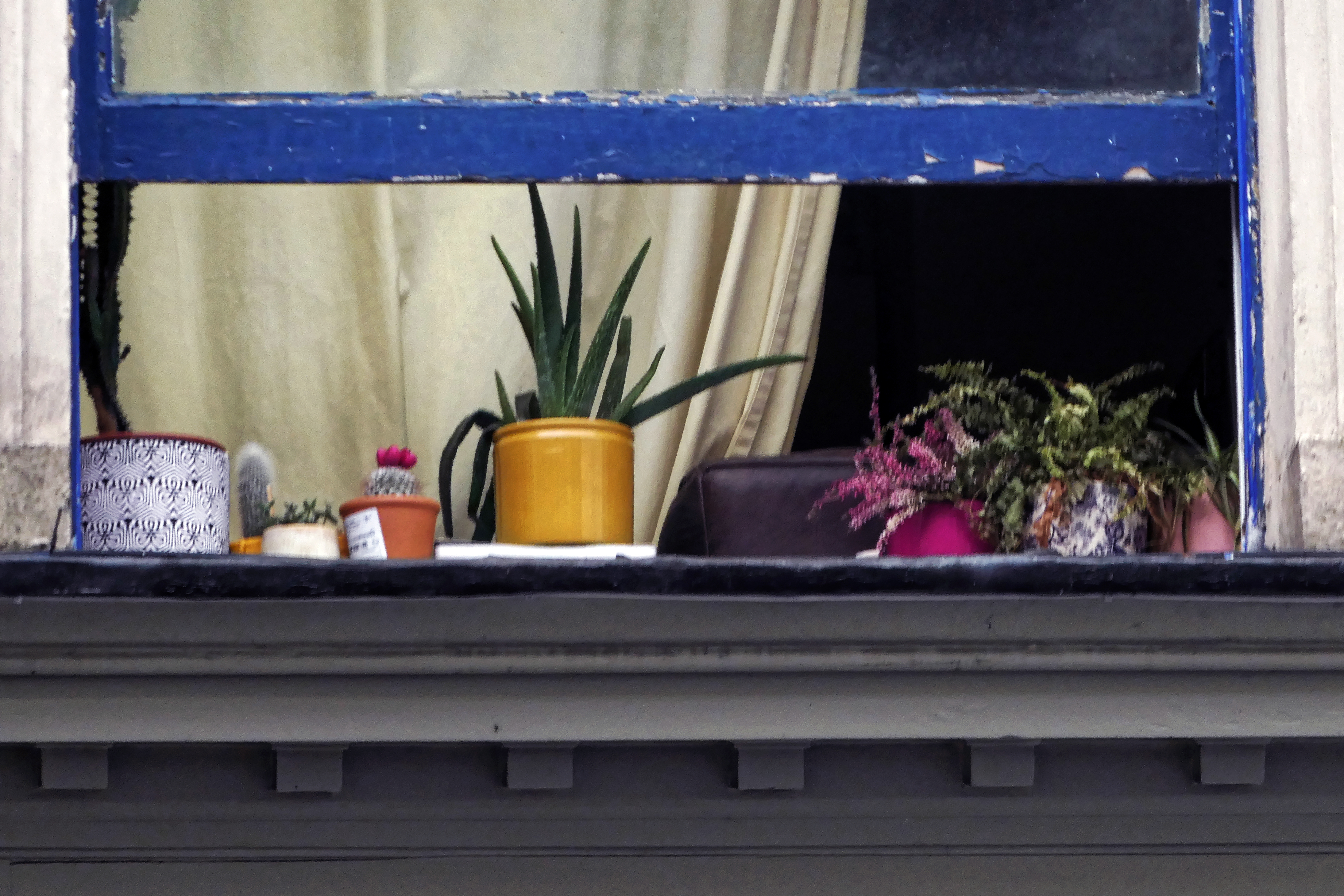
Davanzale di una finestra in Inghilterra

Il davanzale è un elemento architettonico della finestra.

## Descrizione
Si tratta dell'elemento utilizzato per coprire il bordo inferiore d'affaccio di una finestra (comunemente chiamato anche "soglia" nel linguaggio tecnico, in analogia con la parte simile presente nelle porte). 
Di solito è coperto con lastre di pietra naturale o artificiale, ma talvolta può essere costituito anche da tavole di legno, o altro materiale duraturo. La sua forma è sagomata in modo da fornire un appoggio stabile per il serramento (o battentatura) della finestra e garantire che le acque piovane defluiscano verso l'esterno.